# 加藤知弘 (西洋史学者)
加藤 知弘（かとう ともひろ、1927年8月30日 - 2005年12月6日）は、日本の西洋史学者である。

## 略歴
1927年（昭和2年）、福岡県福岡市で生まれる。福岡県立筑紫丘高等学校を経て、1953年（昭和28年）に九州大学文学部を卒業し、九州大学助手となる。
翌1954年（昭和29年）に大分大学学芸学部に赴任し、1976年（昭和51年）に大分大学教育学部教授となる。1987年（昭和62年）からは大分大学教育学部長を務めた。1991年（平成3年）に大分大学を定年退官し、名誉教授となる。
1992年（平成4年）から大分県立芸術文化短期大学教授。1997年（平成9年）に『バテレンと宗麟の時代』で、ポルトガル大使館よりロドリゲス通事賞を受賞するとともに、地中海学会の地中海学会賞を受賞。また、同年に大分合同新聞文化賞を受賞した。1998年（平成10年）に大分県立芸術文化短期大学を退官し、名誉教授となる。2005年（平成17年）12月6日、小細胞癌のため大分県大分市にて死去。
専門はイギリス近世史。また、大分県に伝わる瓜生島伝説に関心を持ち、1977年（昭和52年）1月に「瓜生島」調査会を発足させて、水中考古学などの観点から学術調査を実施。府内 (豊後国)（現在の大分市中心部）近郊の海岸にあった港町沖の浜が、1596年9月4日（文禄5年閏7月12日）の慶長豊後地震で壊滅し海没したことが、後に瓜生島の沈没として伝えられたと結論づけた。

## 役職
- 日本西洋史学会会員
- 「瓜生島」調査会代表
- 異文化交流史研究会会長
- BUNGO-大分日本エスパニア協会副会長
- 大友氏関連遺跡の保存を考える会会長[2]
- 歴史と自然を学ぶ会会長[6]

## 受賞
- ロドリゲス通事賞
- 地中海学会賞
- 大分合同新聞文化賞[2]

## 著書
- 『瓜生島沈没』（1978年、葦書房（ぱぴるす文庫））
- 『ザビエルの見た大分 豊後国際交流史』（1985年、葦書房）
- 『海にしずんだ島 幻の瓜生島伝説』（1987年、福音館）
- 『大分市史』（1987年-、編纂・分担執筆）
- 『バテレンと宗麟の時代』（1996年、石風社）[7]
- 『目で見る大分市の100年』（2001年、郷土出版社）
- 『目で見る別府・杵築・国東の100年』（2001年、郷土出版社）
- 『目で見る中津・宇佐・豊後高田の100年』（2001年、郷土出版社）
- 『目で見る日田・玖珠の100年』（2001年、郷土出版社）
- 『目で見る竹田・大野・直入の100年』（2001年、郷土出版社）
- 『目で見る佐伯・津久見・臼杵の100年』（2001年、郷土出版社）
- 『南蛮船の見える町 わがバテレン・宗麟・瓜生島』（2009年、石風社）[8][9]